# Drum național 65C
Der Drum național 65C (rumänisch für „Nationalstraße 65C“, kurz DN65C) ist eine Hauptstraße in Rumänien.

## Verlauf
Die Straße zweigt in Craiova vom Drum național 6 (Europastraße 70) ab, kreuzt den Drum național 65F, verläuft in generell nördlicher Richtung über Bălcești und nach Querung des Flusses Olteț über Giulești bei Fârtățești, wo sie den Drum național 67B kreuzt, und Popești nach Horezu, wo sie am Drum național 67 endet.
Die Länge der Straße beträgt rund 111 Kilometer.